# Akonityna
Akonityna – organiczny związek chemiczny, alkaloid o złożonej budowie chemicznej. Jest jedną z najsilniejszych trucizn roślinnych, występuje w liściach, łodygach i korzeniach tojadu mocnego (Aconitum firmum).
Akonityna łatwo wchłania się przez skórę i błony śluzowe, większe dawki mogą wywołać porażenie ośrodka oddechowego, a podawanie sodu zwiększa toksyczność akonityny. Dawka śmiertelna wynosi około 3 mg akonityny, około 2 gramy surowca roślinnego oraz około 20 ml nalewki.
W okresie renesansu akonityna była często stosowaną trucizną i zyskała miano arszeniku roślinnego.

## Objawy zatrucia
- zaburzenia czucia
  - drętwienia
  - palenia
  - uczucie zimna
  - niewrażliwość na bodźce bólowe
- zaburzenia połykania
- niepokój
- podniecenie
- lęk
- szum w uszach
- obfite poty
- bóle brzucha, nudności i wymioty
- drżenia i skurcze mięśniowe
- obniżenie temperatury ciała
- bradykardia
- drgawki
- zaburzenia rytmu serca z migotaniem komór włącznie,
- później występuje porażenie ośrodka oddechowego i zgon (świadomość jest zachowana aż do śmierci)

## Leczenie zatrucia
- płukanie żołądka 0,1% roztworem nadmanganianu potasu i środki przeczyszczające
- atropina
- intubacja i oddech wspomagany
- tlenoterapia
- leki przeciwbólowe